# Ejnar Asbo
Ejnar Rudolf Asbo (30. september 1885 i København – 21. juli 1944 sammesteds) var en dansk kordegn og modstandsmand.
Ejnar Asbo var i 23 år kordegn ved Helligåndskirken i København, hvor han gjorde en stor indsats for de fattige og syge i sognet. Under Danmarks besættelse blev han tilknyttet partiet og modstandsorganisationen Dansk Samling og var et af partiets kandidater til folketingsvalget i 1943, men blev ikke valgt. Asbo medvirkede bl.a. til ruteaktivitet og skaffede falske dåbsattester til modstandsfolk og forfulgte personer.
Den 21. juli 1944 blev han skudt og dræbt af Henning Brøndum og Kai Henning Bothildsen Nielsen fra Petergruppen.
Over for offentligheden blev hændelsen meddelt således: "Kl. 12,08 trængte 2 Mandspersoner sig ind paa Kirkekontoret, Naboløs Nr. 2, hvor de skød Kordegn Ejner Rudolf Asbo. Den ene af Morderne holdt et Par Mennesker i Skak, som Kordegnen var i Samtale med, medens den anden affyrede 3 Skud mod hans Hoved, begge uden at sige et Ord. Han var død paa Stedet."
En mindetavle for Asbo er opsat i Helligåndskirken, og en mindesten med portrætrelief i bronze findes på Mellerup Valgmenigheds Kirkegård.
I 1945 udkom mindeskriftet Einar Asbo: En Mindekrans og Poul Ulsdal udgav i 1984 bogen Guds og de fattiges ven om Ejnar Asbo.